# Port Neches
Port Neches é uma cidade localizada no estado norte-americano de Texas, no Condado de Jefferson.

## Demografia
Segundo o censo norte-americano de 2000, a sua população era de 13.601 habitantes.
Em 2006, foi estimada uma população de 12.897, um decréscimo de 704 (-5.2%).

## Geografia
De acordo com o United States Census Bureau tem uma área de
23,8 km², dos quais 23,6 km² cobertos por terra e 0,2 km² cobertos por água.

## Localidades na vizinhança
O diagrama seguinte representa as localidades num raio de 16 km ao redor de Port Neches.